# W3m

## نرم‌افزارهای مدیریت دانش
نرم‌افزار یکی از زیرساخت‌های مورد نیاز برای مدیریت دانش است. نرم‌افزار مدیریت دانش، فعالیت‌های دانشی را تسهیل یا امکان‌پذیر می‌کند.

نرم‌افزار را نمی‌توان بدون توجه به سایر زیرساخت‌ها، اهداف و راهبردهای مدیریت دانش انتخاب نمود.

تشخیص درست قابلیت‌های مفید برای نرم‌افزار مدیریت دانش (مانند هر کار دیگری) نیازمند داشتن پارادایم مناسب است.

نرم‌افزار مدیریت دانش (نرم‌افزار KM) یک زیرمجموعه از نرم‌افزار مدیریت محتوا سازمانی است که شامل طیف وسیعی از نرم‌افزار است که متخصص در نحوه جمع‌آوری، ذخیره و / یا دسترسی اطلاعات است.

مفهوم مدیریت دانش براساس طیف وسیعی از شیوه‌های استفاده شده توسط یک فرد، یک کسب و کار یا شرکت بزرگ برای شناسایی، ایجاد، نمایندگی و توزیع مجدد اطلاعات برای طیف وسیعی از اهداف است.

نرم‌افزار مدیریت دانش این امکان را می‌دهد تا اندوخته‌های سازمانی به‌صورت طبقه‌بندی شده حفظ و بازیابی و استفاده شود و همه کارکنان به پیشرفت یکدیگر با به اشتراک گزاری فکر و دانش خود کمک کنند.

نرم‌افزارهایی که عملکردهای اطلاعات و طیف وسیعی از اقدامات را در هر بخشی از فرایندهای مدیریت اطلاعات را، ممکن می‌سازند، می‌توانند به عنوان نرم‌افزار مدیریت اطلاعات شناخته شوند.

یک زیر مجموعه از نرم‌افزار مدیریت اطلاعات که بر روشی برای ساخت دانش از اطلاعات مدیریت شده یا حاوی آن تأکید دارد، اغلب به نام نرم‌افزار مدیریت دانش شناخته می‌شود.

نرم‌افزار KM در اکثر موارد ابزارهایی برای افراد، گروه‌های کوچک یا کسب و کارهای متوسط می‌باشد که به نوآوری، ایجاد دانش جدید در گروه یا بهبود تجربه مشتری کمک می‌کند.
سیستم‌های مدیریت دانش (نرم‌افزار) شامل طیف وسیعی از حدود ۱۵۰۰ یا بیشتر روش‌های مختلف برای جمع‌آوری و حاوی اطلاعات برای ایجاد دانش است.

این ابزار می‌تواند از طریق ابزارهای جستجوی تخصصی از جمله ابزارهای ساخت مفهوم یا ابزارهای جستجوی بصری مورد جستجو قرار گیرد که اطلاعات موجود را که در اصل توسط افراد جمع‌آوری یا نگهداری در پایگاه‌داده اطلاعات ارائه نشده‌اند، ارائه دهد.

## معیارهای انتخاب نرم‌افزار مدیریت دانش
- تخصصی: معیارهای تخصصی بر اساس نیازهای مدیریت دانش مشخص می‌شوند.
- جانبی: معیارهای جانبی بیان کننده قابلیت‌هایی هستند که استقرار مدیریت دانش را عمیق‌تر و پایدارتر می‌کنند.
- فنی: معیارهای فنی نیز عمومی بوده و برای هر سامانه نرم‌افزاری باید مورد بررسی قرار گیرد.

## ویژگی نرم‌افزار مدیریت دانش
- کسب و حفظ دارایی‌های فکری.
- کاهش هزینه‌های عملیاتی وافزایش بهره‌وری.
- ایجاد یک بانک دانش سازمانی قابل جستجو.
- شناسایی کمبودهای دانشی.
- اطمینان از ارزش محتوای دانشی.
- کاهش زمان آموزش کارکنان.
- آگاهی از میزان اثر بخشی محتوای دانشی.
- افزایش انگیزه مشارکت در فعالیت‌های دانش بنیان.
- جمع‌آوری محتوا از منابع داخلی و خارجی.

## دامنه نرم‌افزارهای مدیریت دانش
نرم‌افزارهای مدیریت دانش از بسته‌های نرم‌افزاری کوچک برای استفاده فردی مثل نرم‌افزار طوفان فکری، تا نرم‌افزارهای سازمانی بسیار تخصصی که برای استفاده توسط صدها کارمند مناسب هستند، متغیر است.
اغلب نرم‌افزارهای مدیریت دانش یک منبع کلیدی برای کارکنان شاغل در خدمات مشتری یا صنایع پشتیبان تلفن یا بخش‌های شرکت‌های بزرگ فراهم می‌کند.

نرم‌افزار مدیریت دانش به‌طور کلی ترکیبی از منابع اطلاعاتی بدون ساختار را فراهم می‌کند، از قبیل اسناد متنی و / یا فرمت‌های PDF، ایمیل، تصاویر گرافیکی، یادداشت‌های بدون ساختار، لینک‌های وب سایت، فاکتورها و دیگر مجموعه‌های اطلاعاتی مانند فکر ساده، از طریق ترکیبی از میلیون‌ها تعامل از یک وب سایت، و از طریق آن ترکیب، جویندگان را قادر می‌سازد، دانش را بدست آورید که در غیر این صورت کشف نخواهد شد.

با افزایش سرعت دسترسی به اینترنت، بسیاری از محصولات بر اساس تقاضا (یا نرم‌افزار به عنوان یک سرویس) تکامل یافته و در حال حاضر تأمین کنندگان پیشرو نرم‌افزار KM هستند.

## گروه افزارها
یکی از مقوله‌های اصلی نرم‌افزار مدیریت دانش گروه افزار است که می‌تواند برای به اشتراک گذاری و ضبط دانش مورد استفاده قرار گیرد. گروه افزارها ترکیبی از ابزارهای همگام، ناهمگام ومتمرکز شده جامعه محسوب می‌شود. گروه افزار می‌تواند برای تبادل دانش و تخصص حتی زمانی که اعضای تیم در سراسر جهان واقع شده‌اند، مورد استفاده قرار بگیرد.

## جستجوی بصری
برخی از روش‌های جستجوی بصری رایج عبارتند از:
1. درخت تراورس: از کجا یک پوشه باز می‌شود و درون صفحه نمایش آن پوشه‌ها بیشتر زیر پوشه‌ها است. پوشه‌ها به‌طور منظم، دقیقاً یک بار، جستجو می‌شوند. این رویکرد پیاده‌روی درختی به نامگذاری پوشه‌ها بستگی دارد تا یک نشانه کافی برای نشان دادن آنچه که در پوشه بعدی یا سطح پوشه‌ها وجود دارد، ارائه شود.
2. ناوبری طبقه‌بندی: طبقه‌بندی چیزها یا مفاهیم، و همچنین اصولی است که این طبقه‌بندی را در بر می‌گیرد. در نرم‌افزار KM، طبقه‌بندی‌ها اغلب به عنوان راهی برای بصری ساختن اطلاعات موجود توسط برچسب گذاری آن با موضوعات مربوط و بصری آن‌ها را به عنوان پوشه‌ها و زیر پوشه‌ها در طبقه‌بندی به کار می‌برند. سپس کاربران می‌توانند به طبقه‌بندی حرکت کنند و موضوع یا ترکیبی از موضوعات را انتخاب کنند تا جستجو را انجام دهند.

## تنوع ابزارهای مدیریت دانش
ابزارهای متعددی برای پشتیبانی فعالیت‌های دانشی وجود دارند. برخی از این ابزارها که به‌طور عمومی قابل استفاده هستند عبارت‌اند از:
- رایانه (ایمیل)
- تلفن‌های همراه و دستیاران دیجیتال شخصی
- درگاه‌های وب
- سامانه‌های مدیریت محتوا
- سامانه‌های مدیریت اسناد
- موتورهای جستجو
- سیستم‌های گردش کار
- مدیریت ارتباط با مشتری
- داده‌کاوی و انبار داده